# District de Bhind
Le district de Bhind  (hindi : भिंड जिला) est un district  de l'état du Madhya Pradesh, en Inde.

## Géographie
Au recensement de 2011, sa population compte 1 703 562 habitants.
Son chef-lieu est la ville de Bhind.